# Aeropuerto de Kashechewan
El Aeropuerto de Kashechewan (del inglés: Kashechewan Airport) (IATA: ZKE, OACI: CZKE) está ubicado a 0,7 MN  (1,3 km; 0,81 m) al oeste de la comunidad de naciones originarias de Canadá de Kashechewan, Ontario, Canadá.

## Aerolíneas y destinos
- Air Creebec
  - Attawapiskat / Aeropuerto de Attawapiskat
  - Fort Albany / Aeropuerto de Fort Albany
  - Moosonee / Aeropuerto de Moosonee
  - Peawanuck / Aeropuerto de Peawanuck
  - Timmins / Aeropuerto de Timmins